# Seznam zkratek na lékařských předpisech
Seznam obsahuje latinské zkratky užívané na lékařských předpisech.

## A
- aa – ana partes aequales – po stejných částech, stejným dílem
- abs – absolutus – absolutní
- a. c. – ante cibum – před jídlem
- ac. – acidum, acidus – kyselina, kyselý
- acet. – acetum – ocet
- acid. – acidum, acidus – kyselina, kyselý
- ad baln. – ad balneum – ke koupeli
- ad. – adde, addatur, addantur – přidej, budiž přidán, buďtež přidány
- add. – adde, addatur, addantur – přidej, budiž přidán, buďtež přidány
- ad baln. – ad balneum – ke koupeli, do koupele
- ad caps. – ad capsulas – do tobolek, do kapslí
- ad caps. amyl. – ad capsulas amylacelas – do škrobových oplatek
- ad caps. gelat. – ad capsulas gelatinosas – do želatinových tobolek
- ad diagn. – ad diagnosim – k diagnostickým účelům
- ad fict. – ad fictile – do kelímku
- ad lib. – ad libidum – dle libosti, libovolně
- adm. – admisce – přimíchej
- ad oll. – ad ollam – do kelímku
- ad sac. – ad sacculum – do sáčku
- ad sac. pap. – ad sacculum papyraceum – do papírového sáčku
- ad scat. – ad scatulam – do krabičky
- adsp. – adspersorius – zasýpací
- ad us. ext. – ad usum externum – k zevnímu upotřebení
- ad us. int. – ad usum internum – k vnitřnímu použití
- ad us. techn. – ad usum technicum – k technickému použití
- ad us. vet. – ad usum veterinarium – pro veterinární potřebu
- ad vitr. – ad vitrum – do lahvičky
- ad vitr. adl. – ad vitrum adlatum – do přinesené lahve
- ad vitr. all. – ad vitrum allatum – do přinesené lahve
- ad vitr. gutt. – ad vitrum guttatum – do kapací lahvičky
- amp. – ampulla – ampulka
- anhydr. – anhydricus – bezvodý
- aq. – aqua – voda
- aq. dest. (a.d.) – aqua destillata – destilovaná voda
- aq. ophth. – aqua ophthalmica – oční voda
- aq. redest. – aqua redestllata – opakovaně destilovaná voda (redestilovaná voda)
- aq. steril. – aqua sterilisata – sterilizovaná voda
- aquos. – aquosus – vodný
- arom. – aromaticus – aromatický (vonný)

## B
- b. a. – balneum arenae – písková lázeň
- bac. – bacilli, bacillus – tyčinky, tyčinka
- bals. – balsamum – balzám
- b. aq. – balneum aquae – vodní lázeň
- b. d. – bis in die – dvakrát denně
- b. i. d. – bis in die – dvakrát denně
- bis d. – bis die – dvakrát denně
- bis i. d. – bis in die – dvakrát denně
- bis i. sept. – bis in septimana – dvakrát týdně
- bol. – bolus – sousto (velká pilulka)
- but. – butyrum – máslo
- butyr. – butyrum – máslo
- b. v. – balneum vaporis – parní lázeň
- b. vap. – balneum vaporis – parní lázeň

## C
- c. – cum – s
- calefact. – calefactus – zahřátý
- calid. – calidus – teplý
- caps. – capsula – tobolka (kapsle)
- caps. amyl – capsula amylacela – škrobová tobolka
- c.aq. – cum aqua – s vodou
- catapl. – cataplasma – kašovitý obklad
- cib. – cibus – jídlo
- cito – cito – rychle
- coch. – cochlear – lžíce
- cochleat. – cochleatim – po lžicích
- col. – cola, colatura, colatus, coletur – sceď, scezenina, scezený, budiž scezen
- collod. – collodium – kolódium
- colloid. – colloidalis – koloidní
- collut. – collutorium – ústní voda
- collyr. – collyrium – kolyrium (oční voda, oční kapky)
- comp. – compositus – složený
- compr. – compressus – stlačený, komprimovaný
- concis. – consisus – řezaný
- conc. – concentratus – koncentrovaný
- concs. – concisus – řezaný
- conct. – concentratus – koncentrovaný
- consp. – consperge – posyp
- cont. – contunde – roztlučený (rozdrcený, drcený)
- coq. – coque, coquatur – vař, budiž vařen
- cor. – corium – kůže
- cort. – cortex – kůra
- cp. – compositus – složený
- cpt. – compositus – složený
- cps. – capsula – tobolka (kapsle)
- crd. – crudus – surový (nečistý)
- crud. – crudus – surový (nečistý)
- ct. – contusus – tlučený
- cryst. – crystallisatus – krystalický
- cus. cultr. – cuspis cultri – špička nože

## D
- d. – da, detur, dentur, divide, diviatur; dies; dosis – dej (vydej), budiž dán (vydán), buďtež dány, rozděl, budiž rozdělen; den; dávka
- d. c. f. – detur cum formula – budiž vydán s udáním složení
- dct. – decoctum – odvar
- dct. inf. – decoctum infusum – odvar s nálevem
- deglut. – degliatur – budiž polknut (budiž polykán)
- den. – denaturus – denaturovaný
- denat. – denaturus – denaturovaný
- dent. – dentalis – zubní, dentální
- dental. – dentalis – zubní, dentální
- dent. tal. dos. – dentur tales doses – budiž dáno takových dávek
- dep. – depuratus – čištěný
- depil. – depilatorium – k depilaci (k odstranění chlupů)
- dest. – destillatus – destilovaný
- det. – detur – budiž dán (budiž vydán)
- det. at chart. – detur chartam ceratam – budiž dáno do sáčku z voskovaného papíru
- det. at oll. – detur ad ollam – budiž dán do kelímku
- det. at scat. – detur ad scatulam – budiž dán do krabičky
- det. at vitr. – detur ad vitrum – budiž dán do lahve
- dilut. – dilutus – zředěný
- d. in dplo. – detur in duplo – budiž vydán dvojnásobek (dvojmo)
- d. in p. aeq. – divide in partes aequales – rozděl na stejné části (rovným dílem)
- disp. – dispensa, dispensetur – rozděl (vydej), budiž rozdělen (budiž vydán)
- div. – divide, dividetur – rozděl, budiž rozdělen
- div. in d. – divide in doses – rozděl na dávky
- div. in d. aeq. – divide in doses aequales – rozděl na stejné dávky
- div. in p. aeq. – divide in partes aequales – rozděl na stejné části
- d. n. – die nocteque – ve dne i v noci
- dos. – dosis – dávka
- dpl. – duplum – dvojnásobek
- d.s.s.v. – detur sub signo veneni – budiž vydán s označením Jed
- dulc. – dulcis – sladký
- dup. – duplum, duplex – dvojnásobek, dvojitý (dvojnásobný)
- dur. – durus – tvrdý
- d. t. d. – dentur tales doses – budiž dáno takových dávek
- d. u. s. – datum ut supra – datum, jak je nahoře (uvedené nahoře – jak je shora uvedeno)
- dx. – dexter – pravý

## E
- el. – elue, electus – vymyj (promyj), vybraný
- elect. – electus, electuraium – vybraný, lektvar
- electiss. – electissimus – zvlášť vybraný
- em. – emulsio – emulze
- emul. – emulsio – emulze
- emet. – emeticum – dávidlo
- emp. – emplastrum – náplast
- empl. – emplastrum – náplast
- enem. – enema – klyzma
- epist. – epistomium – zátka
- exact. – exacte – důkladně, přesně
- exh. – exhibeatur – budiž vyhotoven
- exhib. – exhibeatur – budiž vyhotoven
- ext. – extende, extensus, externus – natři, natřený, zevní
- extr. – extractum – extrakt (výtažek)

## F
- f. – fiant, fiat –ať vzniknou, ať vznikne
- ferv. – fervens, fervidus – vřelý, horký
- fict. – fictile – kelímek
- filt. – filtrum, filtra – filtr, zfiltruj (odfiltruj)
- filtr. – filtrum, filtra – filtr, zfiltruj (odfiltruj)
- fl. – flavus, flos, flores, fluidus – žlutý, květ, květy, tekutý
- flav. – flavus – žlutý
- flor. – flos, flores – květ, květy
- fluid. – fluidus – tekutý
- f. l. a. – fiat lege artis – budiž připraven podle pravidel umění
- fol. – folio – list
- follic. – folliculus – lusk
- font. – fontanus, fontis – pramenitá, studniční
- fort. – fortis, fortior – silný, silnější
- fortiss. – fortissimus – nejsilnější
- fragm. – fragmentum – úlomek (fragment)
- freq. – frequenter – často
- frigid. – frigidus – frigidní (chladný)
- fruct. – fructus – plod (ovoce)
- f. s .a. – fiat secundum artem – ať vznikne podle pravidel umění
- f. sol. – fiat solutio – ať vznikne roztok

## G
- garg. – gargarisma – kloktadlo
- gel. – gelatina, gelatinosus – želatina, klíh
- gelat. – gelatina, gelatinosus – želatina, klíh
- gi. – gummi – klovatina
- gum. – gummi – klovatina
- glycer. – glycerinum, glyceritum – glycerin, tekutý přípravek obsahující glycerin
- gossyp. – gossypium – vata
- grad. – gradus, gradatim – stupeň, postupně
- gran. – granula, granulattus – zrnka, granulovaný (zrnitý-zrněný)
- granul. – granula, granulattus – zrnka, granulovaný (zrnitý-zrněný)
- gross. – grossus – hrubý
- gtt. – gutta, guttae, guttatorius, guttatim – kapka, kapky, kapací, po kapkách
- gum. – gummi – klovatina
- gutt. – gutta, guttae, guttatorius, guttatim – kapka, kapky, kapací, po kapkách

## H
- haust. – haustus – doušek
- herb. – herba – nať (stonek)
- hum. – humanus – lidský
- hyd., hydr. – hydrosus – vodný (s vodou)

## I
- i. c. – inter cibos, intra cutim – mezi jídlem, do kůže
- i. d. – in die, intra derma, intradermalis – každý den, pod kůži (do kůže), podkožní (nitrokožní)
- i. m. – intra musculum, intramuscularis – do svalu, nitrosvalový
- in d. – in die – za den (denně)
- in fasc. – in fascibus – ve svazcích (ve svazečcích)
- in fol. – in foliis – v listech (ve fóliích)
- in fragm. – in fragmentis – v úlomcích (po fragmentech)
- in globul. – in globulis – v globulích
- in gran. – in granis – v zrnech
- inj. – injectio – injekce (injekčně)
- inject. – injectio – injekce (injekčně)
- in p. aeq. – in partes aequales – na stejné části (rovným dílem)
- in rotul. – in rotulis – v čočkách (v pecičkách – v pokroutkách)
- in scat. – in scatula – v krabičce (ve škatulce)
- insip. – insipidus – bez chuti
- isoton. – isotonicus – izotonický
- int. – internus – vnitřní
- in tabul. – in tabulis – v tabulích (v tabulkách)
- in tabulett. – in tabulettis – v tabletách
- in vas.claus. – in vase clauso – v uzavřené nádobě
- in vit. – in vitro – ve skle
- irrig. – irrigatio – vyplachování (výplach)
- i.p. – intra peritoneum – do břišní dutiny (nitrobřišní)
- irrig. – irrigatio – vyplachování (výplach)
- it. – iteretur – budiž opakován (opakovaně)
- iter. – iteretur – budiž opakován (opakovaně)
- i. v. – intra venam, intravenosus – do žíly, nitrožilní (nitrožilně)

## L
- l. a. – lege artis – podle pravidel umění
- lag. – lagena, lagoena – láhev
- leg. art. – lege artis – podle pravidel umění
- lago. – lagoena – láhev
- lagoenul. – lagoenula – lahvička
- lamel. – lamella – šupinka (destička, lísteček, vločka)
- lamell. – lamellatus – v šupinkách
- lan. – lana – vlna
- lat. – latus, latitudo – bok (široký), šířka
- len. – lenis – mírný
- lenit. – leniter – mírně
- lev. – levis – lehký
- leviss. – levissimus – nejlehčí (velmi lehký)
- lin. – linimentum – liniment, mazání
- ling. – linguetta – tableta vkládaná pod jazyk
- linim. – linimentum – liniment, mazání
- lint. – linteum – plátno
- lint.calicut. – linteum calicutense – kaliko
- liq. – liquefac, liquefactus, liquidum, liquidus, liquor – rozpusť, tekutý, tekutina, tekutý, tekutina
- liguef. – liquefactus – zkapalněný (tekutý)
- longit. – longitudinis – dlouhou, délky
- lut. – luteus – žlutý
- lycop. – lycopodium – plavuňové výtrusy
- lycopod. – lycopodium – plavuňové výtrusy

## M
- m. – mixtura, misce, misceatur – mixtura, smíchej, budiž smíchán
- mass. – massa – hmota (masa)
- med. – medicamentum, medicus, medius – léčivo (lék), lékař, střední (prostřední)
- medic. – medicinalis – léčivý
- m. et s. – misce et signa – smíchej a označ
- m. f. – misce fiat – smíchej a připrav
- m. f. l. a. – misce fiat lege artis – smíchej a připrav dle pravidel umění
- m. f. m. – misce fiat massa, misce fiat mixtura – smíchej a připrav hmotu, smíchej a připrav směs
- m. f.p. – misce fiat pilulae, misce fiat pulvis – smíchej a připrav pilulky, smíchej a příprav prášek
- m. f. sol. – misce fiat solutio – smíchej a připrav roztok
- m. f. ung. – misce fiat unguentum – smíchej a připrav mast (nechť vznikne mast)
- misc. – miscendus – ke smíchání
- misceat. – misceatur – budiž smíchán
- mixt. – mixtura – směs
- mod.dict. – modo dicto – dle návodu
- mod. pr. – modo praescripto – dle předpisu
- mod. praesc. – modo praescripto – dle předpisu
- moll. – mollis – měkký
- m.p. – manipulus – hrst
- m. q. du. – mitte quantitatem duplicem – vydej dvojnásobek
- muc. – mucilago – sliz
- mucil. – mucilago – sliz

## N
- n. – nomen – jméno
- nat. – naturalis – přírodní
- natur. – naturalis – přírodní
- nebul – nebulae – oplatky (škrobové tobolky)
- ne iter. – ne iteretur – neopakovat
- ne reit. – ne reiteretur – neopakovat
- nig. – niger – černý
- nigr. – niger – černý
- No. – numero – počet
- noct. – nocte, nocturnus – noc, noční
- nom. reg. – nomen registratum – registrovaný název
- norm. – normalis, normatus – normální (běžný), normovaný (normalizovaný)
- nov. – novus – nový
- Nr. – numerus – počet

## O
- obd. – obduce – obal (potah)
- ol. – oleum, oleosus – olej, olejový
- oleos. – oleosus – olejový
- op. – operculatus – s víčkem
- operc. – operculatus – s víčkem
- opert. – opertus – krytý
- ophthal. – ophthalmicus – oční
- ord. – ordinarius, ordinatio – obyčejný, předpis, návod
- orig. – originalis – původní (originální)
- ov. – ovum – vejce

## P
- p. – pars, post, pulveratus, pulvis – část, po, práškovaný, prášek
- p. aeq. – partes aeuquales – stejné části (rovné díly)
- part. aeq. – partes aeuquales – stejné části (rovné díly)
- part. vic. – partitis vicibus – v dělených dávkách
- parv. – parvus – malý
- parvul. – parvulus – maličký
- past. – pasta – pasta
- pastil. – pastillus – pastilka
- p.c. – per centum, pro centum – procento
- pct. – per centum, pro centum – procento
- pd. – ponderis – o hmotnosti (podle hmotnosti)
- p. d. – pro dosi – pro jednu dávku (v jedné dávce)
- p. die. – pro die – za den (denně, na den)
- percut. – percutaneus – působící skrz kůži (perkutánní)
- peroral. – peroralis – podávaný ústy (perorální)
- phil. – phiala – lahvička
- pil. – pilula, pilulae – pilulka, pilulky
- pip. – pipette – kapátko (pipeta)
- p.n. – pro narcosi – k narkóze
- pro narc. – pro narcosi – k narkóze
- post. – posterior – zadní (po)
- post cib – post cibos – po jídle
- praec. – praecipitatus – sražený
- praecip. – praecipitatus – sražený
- praep. – praeparatus – preparovaný
- pro adult. – pro adultis – pro dospělé
- pro baln. – pro balneo – do lázně (ke koupeli)
- pro capil. – pro capillis – na vlasy
- pro inf. – pro infantibus – pro děti
- pro infus. – pro infusione – pro infúzi
- pro inj. – pro injectione – pro injekci (na přípravu injekce)
- pro iontophor. – pro iontophoresi – pro iontoforézu
- prop. – proprius – vlastní (vhodný)
- propr. – proprius – vlastní (vhodný)
- prophyl. – prophylacticus – profylaktický (preventivní)
- pro rect. – pro recto – do konečníku
- pro ureth. – pro urethra – do močové trubice
- pro us. – pro usu – k použití (k užití)
- pro vagina – pro vagina – do pochvy (vaginálně)
- pt. – perstetur – budiž pokračováno
- pulv. – pulvis, pulveres, pulveratus (pulverisatus) – prášek, prášky, práškovaný
- pulv.adsp. – pulvis adspersorius – zasýpací prášek (léčebný pudr)
- pur. – purus – čistý
- purg. – purgans – projímavý
- purif. – purificatus – čištěný

## Q
- q. l. – quantum libet – kolik je libo (dle libosti)
- q. p. – quantum placet – kolik je libo (dle libosti)
- q. pl. – quantum placet – kolik je libo (dle libosti)
- q. r. – quantum rectum – správné množství
- q. s. – quantum satis – kolik je třeba

## R
- r. – radix – kořen
- rad. – radix – kořen
- raff. – raffinatus – čištěný rafinací (rafinovaný)
- rc. – recipe – vezmi
- rcp. – recipe – vezmi
- rec. – recens, recenter, recipe – čerstvý, čerstvě, vezmi
- refriger. – refrigeratus – zmražený (mražený)
- reit. – reiteretur – budiž opakován (opakovaně)
- rep. – repete, repetat, repetatur – opakuj, ať opakuje, budiž opakován
- res. – resina – pryskyřice
- resubl. – resublimatus – resublimovaný
- rhiz. – rhizoma – oddenek
- rot. – rotula – čočka (pecička, pokroutka)
- rp. – recipe – vezmi
- rpt. – repetatur – budiž opakován (opakovat)
- rub. – ruber – červený
- rubr. – ruber – červený

## S
- s. a. – secundum artem – podle pravidel umění
- sac. – sacculus – sáček
- sacc. – sacculus – sáček
- sac. chart. – cacculus chartaceus – papírový sáček
- sapon. - saponatus - mýdlový (s mýdlem)
- s. a. r. – secundum artis regulas – podle pravidel umění
- sat. – satis, saturatus – dost, nasycený
- s. c. – sub cutim, subcutaneus – pod kůži, podkožní
- sec. – secundum – podle
- sec. ord. med. – secundum ordinationem medici – podle návodu lékaře (jak lékař předepsal)
- sem. – semis, semen, semel – polovina, semena, jednou
- sic. – siccus – suchý (bezvodý)
- sicc. – siccus – suchý (bezvodý)
- siccat. – siccatus – sušený
- sign. – signum – značka (známka, znamení)
- sine aq. – sine aqua – bez vody
- sir. – sirupus – sirup
- s. n. – secundum naturam, suo nomine – dle povahy, názvem přípravku
- s. n. p. – signetur nomine proprio – budiž označen svým jménem
- sol. – solutio, solutus, solubilis – roztok, rozpuštěný, rozpustný
- solub. – solubilis – rozpustný
- solut. – solutio, solutus – roztok, rozpuštěný
- s. o. s. – si opus sit – je-li třeba (při potřebě)
- spec. – species, specificus – čajová směs, specifický
- spir. – spiritus, spirituosus – etylalkohol, lihový (obsahující etanol)
- spirit. – spiritus, spirituosus – etylalkohol, lihový (obsahující etanol)
- spir. vin. rect. – spiritus vini rectificatus – líh rektifikovaný
- spir. vin. ten. – spiritus vini tenuis – ethanol zředěný
- spir. vin. vit. – spiritus vitis  – vínovice
- spiss. – spissus – hustý
- s. q. – sufficiente quantitate – v dostatečném množství (dostatečným množstvím)
- s. s. n. – signetur suo nomine – budiž označen svým jménem
- s. s. v. – sub signo veneni – označeno jako "jed" (pod označením "jed")
- stat. – statim – ihned (neodkladně)
- sterilis. – sterilisatus, sterilisetur – sterilizovaný (sterilní), budiž sterilizován
- subcut. – subcutaneus – podkožní
- subl. – sublimatus – sublimovaný
- sublim. – sublimatus – sublimovaný
- subst. – substantia – látka (substance)
- subt. – subtilis, subtiliter – jemný (subtilní), jemně
- subtlss. – subtilissimus – nejjemnější (velejemný)
- subtliss. – subtilissimus – nejjemnější (velejemný)
- suc. – succus – šťáva (výtažek)
- succ. – succus – šťáva (výtažek)
- suill. – suillus – vepřový (prasečí)
- sum. – sume, sumat, sumatur, sumendus – vezmi, ať vezme, budiž užíván, k užívání
- supp. – suppositorium – čípek do konečníku
- suppos. – suppositorium – čípek do konečníku
- susp. – suspensio – suspenze

## T
- t. - talis - takový
- tab. – tabella, tabletta, tabula, tabuletta – tableta, tableta, tabulka, tabulka
- tal. – talis – takový (tak veliký)
- tc. – tinctura – tinktura
- tct. – tinctura – tinktura
- t. d. – tales doses – takové dávky
- ten. – tenuis – řídký (zředěný, tenký)
- therap. – therapeuticus – léčebný (terapeutický)
- ti. – tinctura – tinktura
- titr. – titratus – titrovaný
- tub. – tuba, tubus – tuba (rourka), rourka (trubička)
- tub. expl. – tubus exploratorius – zkumavka
- tubul. – tubulus – trubička (rourka)
- tubul. capill. – tubulus capillaris – kapilára

## U
- ung. – unguentum – mast
- us. – usus – použití

## V
- vac. – vaccinum – vakcína
- vacc. – vaccinum – vakcína
- vehic. – vehiculum – nositel (nosič, prostředník)
- ven. – venalis – prodejný (obyčejný)
- v. h. p. – via humida paratus – připraveno mokrou cestou
- vitr. – vitrum, vitreus – láhev, lahvička
- vitr. gutt. – vitrum guttatorium – lahvička kapací (láhev s kapátkem)
- vulg. – vulgaris – obecný (obyčejný)